# Championnats d'Europe de cyclo-cross 2013
Navigation
Édition précédente Édition suivante
Les Championnats d'Europe de cyclo-cross 2013 se sont déroulés le 3 novembre 2013, à Mladá Boleslav en République tchèque.

## Résultats

### Hommes
| Épreuves        | Or                     | Argent               | Bronze            |
| --------------- | ---------------------- | -------------------- | ----------------- |
| Moins de 23 ans | Michael Vanthourenhout | Mathieu van der Poel | Gianni Vermeersch |
| Juniors         | Yannick Peeters        | Adam Toupalik        | Yan Gras          |

### Femmes
| Épreuves        | Or                   | Argent            | Bronze                |
| --------------- | -------------------- | ----------------- | --------------------- |
| Élites          | Helen Wyman          | Nikki Harris      | Lucie Chainel-Lefèvre |
| Moins de 23 ans | Annefleur Kalvenhaar | Sabrina Stultiens | Alice Maria Arzuffi   |

## Tableau des médailles
| Rang  | Nation          | Or | Argent | Bronze | Total |
| ----- | --------------- | -- | ------ | ------ | ----- |
| 1     | Belgique        | 2  | 0      | 1      | 3     |
| 2     | Pays-Bas        | 1  | 2      | 1      | 4     |
| 3     | Grande-Bretagne | 1  | 1      | 0      | 2     |
| 4     | Tchéquie        | 0  | 1      | 0      | 1     |
| 5     | France          | 0  | 0      | 2      | 2     |
| 6     | Italie          | 0  | 0      | 1      | 1     |
| Total | Total           | 4  | 4      | 4      | 12    |